# Lockheed L-14 Super Electra
El Lockheed L-14 Super Electra, més comunament conegut com a Lockheed 14, era un avió de passatgers i de càrrega civil, construït completament en metall per la Lockheed Aircraft Corporation cap a finals dels anys 1930.

## Història i disseny
Lockheed s'havia especialitzat en avions de poca capacitat però amb un alt rendiment. El L-14 es va construir com a evolució del Lockheed L-10 Electra i del Lockheed L-12 Electra Junior i també es va desenvolupar en les versions civils i militars més grans i més capaços per a les seves diferents funcions.
El Super Electra va volar per primer cop el 29 de juliol de 1937 amb espai per 14 passatgers i un fuselatge profund. Estava propulsat per dos motors Pratt & Whitney S1E-G Hornet de 875 CV amb els que podia volar a més de 363 km/h i tenia uns timons de cua de doble aleta molt característics, disseny de Clarence L. Johnson heretats del model L-10. Northwest Airlines va comprar les primeres unitats de Super Electra, que es va fer famós per la seva velocitat i comoditat però va tenir 3 accidents en tan sols 15 mesos que van fer que el públic perdés la confiança en el L-14.
Les aerolínies tampoc estaven molt contentes amb el model, ja que resultava molt car d'operar i Lockheed va intentar reduir els costos seient-quilòmetre estirant el fuselatge i ampliant la capacitat fins als 18 passatgers donant lloc al L-18 Lodestar.
KLM va ser un dels principals seguidors de Lockheed i va adquirir 11 Super Electra. Els L-14 també es van vendre a British Airways (que també havia comprat L-12) i a operadors de Romania, Irlanda, França i Polònia. Trans-Canada Air Lines va comprar 16 unitats però el principal operador va ser Japan Air Transport amb 10 unitats comprades a Lockheed i 20 construïts sota llicència a Tachikawa.

## Super Electra famosos
Neville Chamberlain va volar amb British Airways amb un Lockheed 14 a Alemanya en el famós viatge que va acabar amb l'Acord de Múnic, on va pronunciar el seu discurs al costat de l'avió registrat com G-AFGN.
El 10 de juliol de 1938 Howard Hugues va fer la volta al món a bord del Super Electra amb matrícula NX18973 en tan sols 91 hores i 14 minuts sortint del Floyd Bennnett Field de Nova York.